# Ctenomys rionegrensis
Espèce
Statut de conservation UICN

 EN B1ab(i,ii,iii,iv)+2ab(i,ii,iii,iv) : En danger

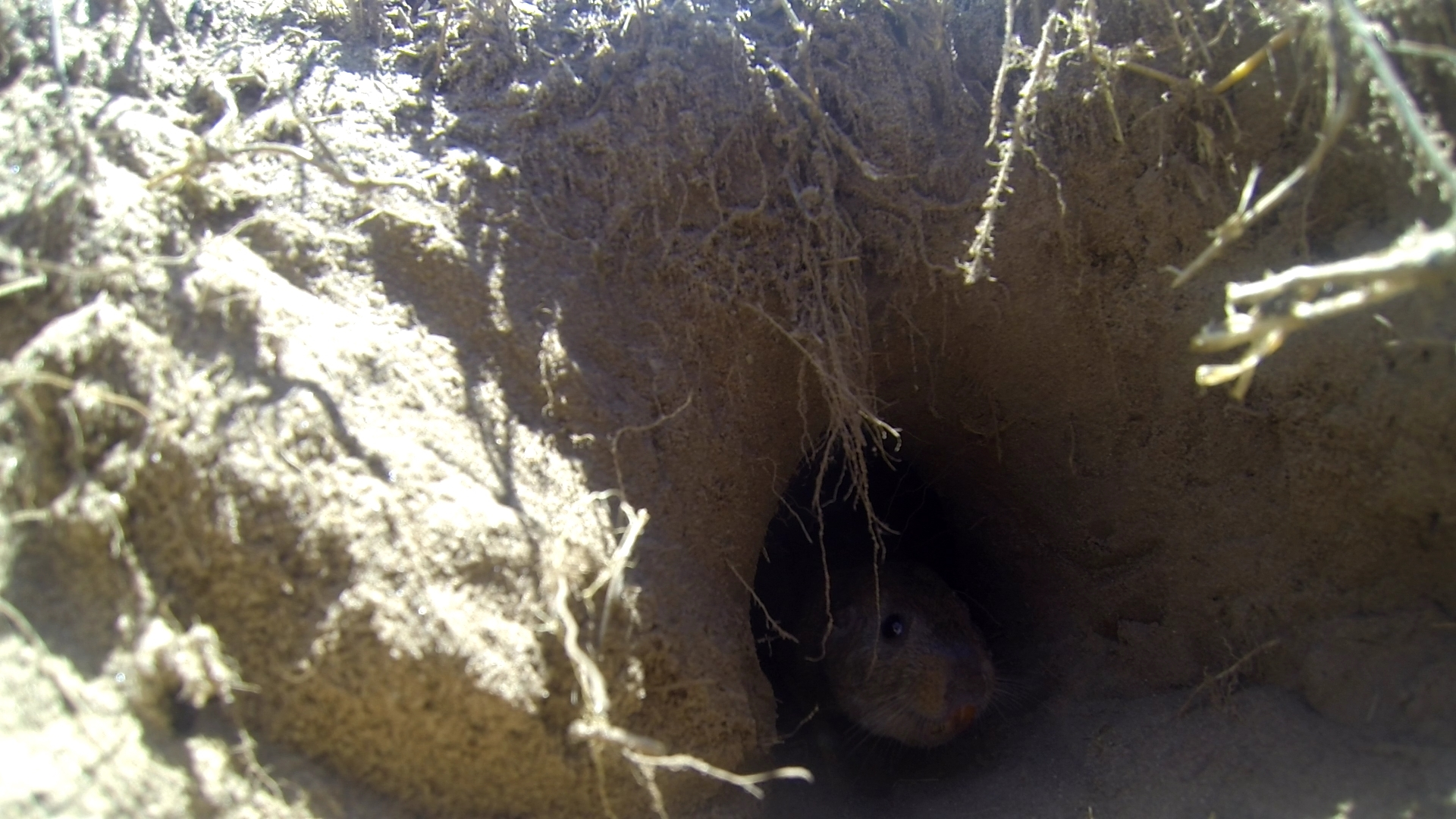
Photo de Tuco-tuco du Rio negro (Ctenomys) téléchargée depuis iNaturalist.

Ctenomys rionegrensis est une espèce de rongeurs de la famille des Ctenomyidae. Comme les autres membres du genre Ctenomys, appelés localement des tuco-tucos, c'est un petit mammifère d'Amérique du Sud bâti pour creuser des terriers. Ce rongeur, que l'on rencontre en Argentine et en Uruguay, est considéré par l'UICN comme étant en danger.
L'espèce a été décrite pour la première fois en 1970 par le zoologiste brésilien Alfredo Langguth (né en 1941) et l'uruguayen Alvaro Abella.